# El Torcal (barrio)
El Torcal es un barrio perteneciente al distrito Carretera de Cádiz de la ciudad andaluza de Málaga, España. Según la delimitación oficial del ayuntamiento, limita al norte con los barrios de Haza de la Pesebrera y Dos Hermanas; al este, con el barrio de San Carlos Condote; al sur con los barrios de Haza Honda y Cortijo Vallejo, de los que los separa la Avenida de Velázquez; y al oeste, con el barrio de Vistafranca.
Otra manera de delimitar la barriada del torcal, es la que está comprendida entre dos grandes avenidas del distrito, que son la de Avenida de Velázquez y Avenida Europa. 

## Historia

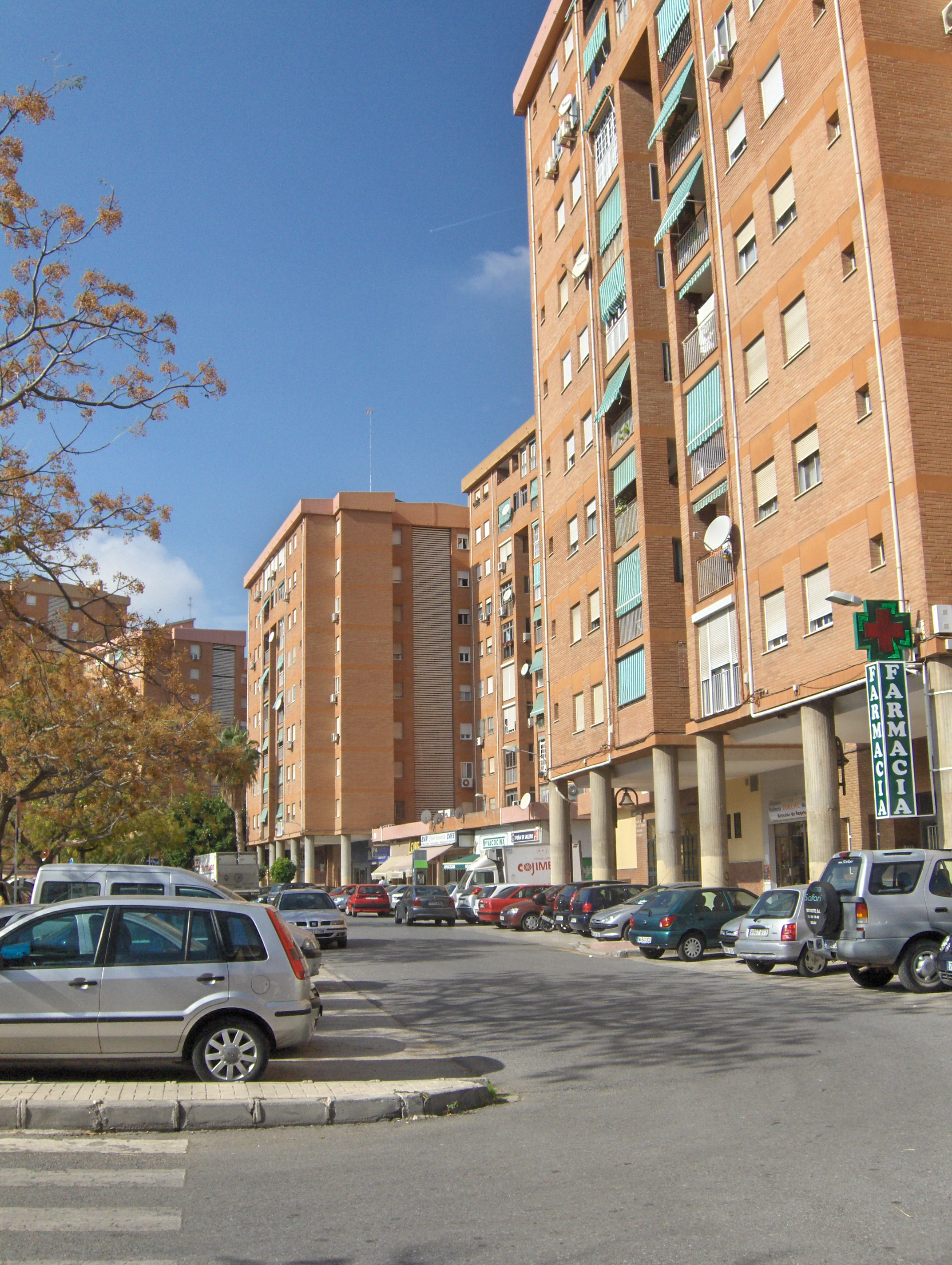
Bloques de viviendas de El Torcal.

La Carretera de Cádiz siempre ha sido un importante eje de comunicación que enlazaba la ciudad con las localidades costeras y con las urbanizaciones más alejadas, y era la única alternativa hasta la construcción de la autovía. Su origen data de 1860, cuando se construyó el primer puente sobre el río Guadalhorce a la altura de la Azucarera, que permitió trazar un camino recto desde la calle Cuarteles hasta el puente, sustituyendo al antiguo camino que giraba hacia lo que hoy es la Avenida de Europa y cruzaba el río aguas arriba. No fue hasta 1987, cuando según el historiador Víctor Heredia, se le dio el nombre de Avenida de Velázquez «quizás perdiendo la oportunidad de haberla convertido simplemente en la avenida de Cádiz». 
Aunque era una avenida plenamente urbanizada, no dejaba de ser una carretera que conectaba con el aeropuerto y toda la Costa del Sol. El desarrollo del turismo y la proliferación de alojamientos de todo tipo y de equipamientos de ocio propiciaron un rápido crecimiento económico y un incremento de la demanda de mano de obra para la construcción y los servicios del litoral. La mayoría de la población que atendió esa demanda se instaló desde los barrios históricos de la ciudad y desde otros puntos de la provincia y de toda Andalucía, en la gran zona de expansión de Málaga definida hacia el oeste por la Carretera de Cádiz. Según Heredia, «en cierta medida Málaga fue la ciudad dormitorio de la Costa, el lugar donde tenían su residencia los trabajadores que vivían de una u otra forma del turismo».
El fuerte crecimiento demográfico que experimentó la capital malagueña a partir de 1960, ya que pasó de casi 300.000 habitantes en esa fecha a más de 500.000 en 1981, se concentró en torno al eje formado por la Carretera de Cádiz alrededor del cual surgieron en pocos años un ingente número de barriadas con bloques altos y escasos espacios libres, algunas de promoción privada y otras públicas. La Luz, Dos Hermanas, Sixto o 25 Años de Paz se unieron a las barriadas autárquicas que se habían levantado en lo que eran huertas en los años cincuenta, como la que llevaba el nombre del ministro de Trabajo José Antonio Girón. La urbanización Ciudad Condotte, justo sobre el logo de la empresa automovilística Renault, una promoción construida hacia 1965 y que al parecer impulsó la mujer de Girón, Josefa Larrucea. La deficiente construcción de los edificios, que presentaron pronto graves problemas de estructura, obligó a desalojar la barriada en 1972 y a proceder a su demolición mediante voladuras en octubre de 1975, poco antes de la muerte de Franco. En su lugar se edificó años después la Barriada El Torcal.

## Transporte
En autobús queda conectado mediante las siguientes líneas de la EMT: 
| Línea | Trayecto                                        | Recorrido | Frecuencia                             |
| ----- | ----------------------------------------------- | --------- | -------------------------------------- |
| 1     | Parque del Sur - Avda. Europa (San Andrés)      | Recorrido | 8-9 minutos                            |
| 3     | Puerta Blanca - El Palo (C. Olías)              | Recorrido | 8 minutos                              |
| 10    | Alameda Principal - Churriana                   | Recorrido | 25-30 minutos                          |
| 15    | La Virreina - Santa Paula                       | Recorrido | 11-12 minutos                          |
| A     | Paseo del Parque - Aeropuerto                   | Recorrido | 30-35 minutos                          |
| 22    | Avda. Molière - Universidad                     | Recorrido | 10 minutos (16-18 en época no lectiva) |
| 27    | Avenida M. A. Heredia - Polígono I. Guadalhorce | Recorrido | 70-80 minutos                          |
| 31    | Paseo del Parque - Palacio de Deportes          | Recorrido | 18-25 minutos                          |
| N1    | Puerta Blanca - El Palo                         | Recorrido | 25 minutos                             |